# 고아 이단심문소

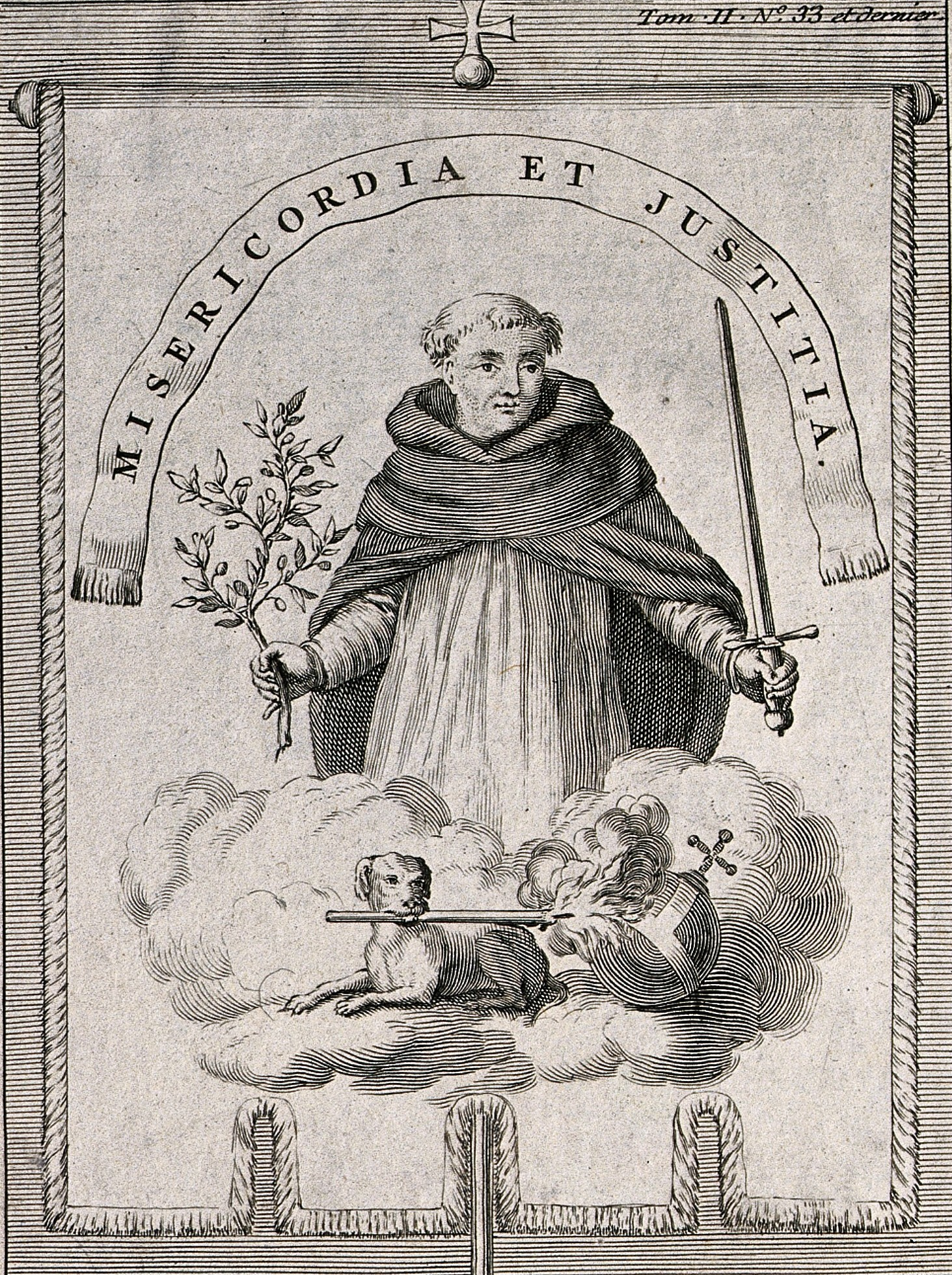

고아 이단심문소(포르투갈어: Inquisição de Goa)는 포르투갈령 인도에 설치된 포르투갈 이단심문소의 출장소였다. 여느 이단심문소가 그렇듯 가톨릭 정통교리와 로마 교황청에 대한 충성을 강제하는 것을 임무로 삼았다. 1560년에 설치되어 1774년-1778년 사이에 일시적으로 활동을 중단했다가 1812년에야 최종적으로 폐지되었다. 주업무는 기독교로 개종한 원주민들이 에전 종교, 특히 힌두교를 몰래 믿는 것을 적발하는 것이었다. 16세기 종교개혁 이후로는 개신교 기독교인들 역시 표적이 되었다.  혐의자들은 형사사건으로 기소되었으며, 유죄가 선고되면 최대 사형까지 당할 수 있었다. 고아의 이단심문관들은 사람을 잡는 일 외에도 이교도 또는 이단(개신교)에 관한 내용으로 의심되는 각종 산스크리트어, 네덜란드어, 영어, 콘칸어 문헌들을 분서하는 일도 했다.
고아 이단심문소에서는 힌두교 및 이슬람교의 의례나 축제를 구경한 사람, 일대의 비기독교도를 천주교로 개종시키려는 시도를 방해하는 사람도 기소대상으로 삼았다. 뿐만 아니라 힌두교, 이슬람교로의 재개종도 금지했고, 현지어인 콘칸어와 산스크리트어를 사용하는 것도 불법화했다. 1812년 고아 이단심문소가 폐지된 이후에도 포르투갈령 고아에서는 힌두교도 원주민에 대한 기독교도들의 차별이 극심했고, 1705년에서 1840년까지는 이슬람교의 지즈야 같은 종교세를 걷기도 했다. 이런 차별은 1838년 포르투갈 헌법에서 세속주의를 천명한 이후에야 제도적으로 철폐되었다.

## 같이 보기
- 스페인 이단심문소
- 마라노
- 인도의 기독교